# Арпад Тот
Арпад Тот (Арад, 14. април 1886 — Будимпешта, 7. новембар 1928) био је мађарски песник и преводилац.
Тот је похађао гимназију у Дебрецину, а након тога студирао немачки и мађарски на Универзитету у Будимпешти. Његове поеме су 1907. почеле да се објављују у часописима A Hét и Vasárnapi Újság, а после 1908. и у часопису Nyugat. Позоришни критичар за лист Debreceni Nagy Újság је постао 1911. године, а 1913. је постао тутор богатој породици и добио мали приход од писања, али је и даље живео сиромашно. Због туберкулозе је морао да један део живота проведе у Сведлер санаторијуму у Татрама.
За време револуционарне владе после Првог светског рата, постао је секретар Воросмарти академије, али је изгубио посао и није нашао нови све до распада те владе. Остао је сиромашан и болестан од туберкулозе до краја живота. Умро је 7. новембра 1928. године у Будимпешти. Његова продужена патња навела га је, у једном периоду, на размишљање о самоубиству.
У Дебрецину је гимназија названа по њему. Априла 2011, мађарска народна банка је издала комеморативни сребрни новчић поводом 125. годишњице рођења овог писца.
Његова дела говоре о пролазној срећи и резигнацији. Преводио је Милтона, Вајлда, Шелија, Китса, Бодлера, Флобера, Готјеа, Мопасана и Чехова.